# Salwian z Marsylii
Salwian z Marsylii (ur. ok. 400 w Trewirze lub Kolonii, zm. ok. 470? Marsylia) – wczesnochrześcijański pisarz. Jak sam Salwian wskazuje, jego ziemią ojczystą była Galia. Należał do wyższych sfer społeczeństwa późnego antyku, o wykształceniu prawniczym, o czym świadczy jego jurydyczna terminologia. Ożenił się z niechrześcijanką Palladią, a kiedy narodziła im się córka Auspiciola, małżonkowie postanowili żyć we wstrzemięźliwości, a swój dobytek rozdać ubogim. Przez krótki okres (około roku 426) Salwian przebywał w Lerynie wraz z Honoratem. Później udał się do Marsylii, gdzie wstąpił do klasztoru Świętego Wiktora. W roku 429 przyjął święcenia kapłańskie. Żył przynajmniej do 469 lub 470 roku. 

## Dzieła
Spośród dzieł Salwiana z Marsylii do naszych czasów zachowały się dwa: 
- Do Kościoła, czyli przeciw chciwości (Adversus avaritiam/Ad Ecclesiam)

Salwian napisał to dzieło pod pseudonimem Tymoteusz. Krytykował bogacenie się jednostek kosztem ogółu społeczeństwa, a zwłaszcza jego najuboższych członków. Jego krytyka wynikała z tego, co sam obserwował w życiu Kościoła oraz z jego własnej religijności, odwołującej się do idei życia pierwszych chrześcijan.

Teraz zamiast tego wszystkiego nastały: chciwość, żądza, grabież oraz te, które są ich wspólniczkami, zjednoczone z nimi jakby siostrzaną więzią: zazdrość, nieprzyjaźń, okrucieństwo, zbytek, lubieżność, zdrada - ponieważ te pierwsze służą do korzystania z tych drugich.(...) Stałeś się, Kościele, słabszy na skutek twej płodności, wzrastając - chwiejesz się i mniej władasz siłami.(...) Praktykujesz jedynie czytanie na temat tej cnoty, a jej samej nie zachowujesz; wiedzą jesteś blisko niej, lecz sumieniem daleko.

- O rządach Bożych (De gubernatione Dei)

Dzieło powstało prawdopodobnie w oparciu o wygłoszone kazania, odwołujące się dość obszernie do bieżących wydarzeń historycznych. W pierwszej części Salwian podkreśla obecność i opatrzność Boga w historii człowieka. W dalszej części utworu autor uzasadnia nieszczęścia, jakie spadają na państwo rzymskie oraz na Kościół, co jest wynikiem zepsucia moralnego w państwie i Kościele. W końcowej części dzieła autor zestawia moralność pogan z moralnością odstępczych chrześcijan, wskazując na wyższość tych pierwszych. Dzieło jest więc wezwaniem do nawrócenia chrześcijan.

Oto niezliczone tysiące chrześcijan codziennie przebywają na widowiskach, na których dzieją się rzeczy niemoralne. Czy Bóg tymi, którzy żyją w taki sposób, może się opiekować? Czy Bóg może patrzeć na tych, którzy balują w cyrku i cudzołożą w teatrach?(...) To my naszą nieczystością gorszymy barbarzyńców.

- Korespondencja (dziewięć listów).